# Carlo Ponticelli
Carlo Ponticelli (1848 – 1907) è stato un politico italiano.

## Biografia
Figlio del ricco possidente Guglielmo Ponticelli e di Luisa Pierini, collaborò attivamente con il padre, insieme al fratello Stefano, alla gestione delle proprietà terriere nella Maremma grossetana e all'amministrazione del patrimonio familiare. La divisione della terra alla morte di Guglielmo tra i figli e la famiglia Pallini ha posto le basi per lo sviluppo agricolo e urbanistico della piana di Grosseto nella prima metà del XX secolo. Suo nipote fu l'avvocato e deputato Francesco Ponticelli.
Carlo fu consigliere comunale a Grosseto e venne eletto sindaco della città nel 1895. L'11 giugno 1896 inaugurò l'acquedotto che riforniva Grosseto con l'acqua delle Arbure di Castel del Piano, dopo un percorso di 51 km. Quello stesso anno donò insieme alla moglie Maria Annunziata i materiali per realizzare il monumento ai caduti del Risorgimento su progetto degli ingegneri Ippolito e Giuseppe Luciani. Fu inoltre nominato ispettore ufficiale da parte dei Lorena delle loro proprietà nel Regno d'Italia.
Dal 1905 al 1906 fu sindaco di Siena, contribuendo a fornire anche la città del Palio di un acquedotto che prendeva le acque da Vivo d'Orcia.